# Fargo-Moorhead Ice Sharks
Fargo-Moorhead Ice Sharks var ett amerikanskt juniorishockeylag som var baserat i Fargo, North Dakota och spelade i United States Hockey League (USHL) mellan 1996 och 2000, när de flyttade till Bensenville, Illinois för att vara Chicago Steel. Ice Sharks spelade sina hemmamatcher i John E. Carlson Coliseum. Laget har varken vunnit Anderson Cup, som delas ut till det lag som vinner USHL:s grundserie, eller Clark Cup, som delas ut till det lag som vinner USHL:s slutspel.